# Ras El Aïn Amirouche
Ras El Aïn Amirouche (în arabă راس عين عميروش) este o comună din provincia Mascara, Algeria.
Populația comunei este de 7.785 de locuitori (2008).